# Mount Vineuo
Der Mount Vineuo oder Mount Oiautukekea ist ein Vulkankegel auf der Goodenough-Insel (Nidula) in der Milne-Bay-Provinz, Papua-Neuguinea. Mit einer Höhe von 2536 Metern ist er der höchste Gipfel der D’Entrecasteaux-Inseln. 
Da die Goodenough-Insel nur 687 km² groß ist, fällt der Berg sehr steil ab. Tatsächlich ist sie hinter Fogo (Kapverdische Inseln) und der Heard-Insel im Indischen Ozean die dritthöchste Insel weltweit mit einer Fläche kleiner als 1800 km². Insgesamt ist der Mount Vineuo der sechstprominenteste Gipfel Ozeaniens (Neuguinea ausgenommen). Durch ihn ist die Goodenough-Insel hinter Neuguinea und Bougainville auch die dritthöchste Insel Papua-Neuguineas.